# 陈执中
陈执中（990年—1059年），字昭誉，洪州南昌人，北宋官员。

## 生平
出生於官宦世家，真宗时以父荫入仕秘书省正字，累迁卫尉寺丞，後任梧州知縣。真宗時，上《復古要道》三篇和《演要》三篇，“以蚤（早）定天下根本为说，真宗异而召之”。仁宗宝元元年（1038年）同知枢密院事。庆历元年（1041年）以同治枢院事出知青州，轉運使沈邈很輕視他，常批評他擾民，改永兴军，拜右谏议大夫、同知枢密院事。庆历四年（1044年）召拜参知政事，知河南府，改尚书工部侍郎、陕西同经略安抚招讨使。庆历五年入相，同平章事、集贤殿大学士兼枢密使。皇佑元年（1049年）以足疾辞职，出知陈州。皇佑五年（1054年）再入相。至和二年（1055年）充镇海军节度使判亳州。以司徒致仕。
执中在官场颇有作为，以为官清廉、不徇私闻名，有一次他的女婿求差遣，执中說：“官职是国家的，非卧房笼箧中物，婿安得有之？”最後沒給官。深得仁宗皇帝的垂青。陈执中家中的小妾张氏暴戾，三次殺婢，被言官彈劾，御史中丞孫抃和殿中侍御史赵抃聯名参奏执中八条罪状，又以欧阳修在《论台谏官言事未蒙听允书》言辞最为激烈，至和三年（1056年）春天大旱，知諫院范镇及殿中侍御史赵林等劾执中，遂以以镇海军节度使兼亳州知州，不久以司徒退休。嘉佑四年（1059年）卒。谥恭。

## 家族
- 祖父：陈光嗣
- 祖母：孙□
- 父亲：陈恕[註 1]
- 母亲：李□
- 大哥：陈淳
- 三弟：陈执古
- 四弟：陈执方
- 五弟：陈执礼
- 嫡妻：谢□（谢泌之女）
- 妾室：张□
- 长子：陳世儒[註 2]，儿媳：李□
- 长女：陈□，女婿：李章
- 次女：陈□，女婿：宋均国（宋庠之子）

## 延伸阅读
[在维基数据编辑]
 《宋史·卷285》，出自脱脱《宋史》